# Jarosław Łomnicki
Jarosław Ludomir Łomnicki (ur. 19 maja 1873 w Stanisławowie, zm. 14 kwietnia 1931 we Lwowie) – polski entomolog, geolog i paleozoolog.

## Życiorys
Dyrektor Muzeum Przyrodniczego im. Dzieduszyckich we Lwowie (1915–1931), inicjator utworzenia i Wiceprezes Polskiego Związku Entomologicznego (od 1924). W latach 1891–1897 studiował we Lwowie, Wiedniu i Krakowie. Prowadził badania nad owadami w zakresie faunistyki, taksonomii i bionomii kałużnicowatych, ryjkowcowatych, a także mrówkowatych. Opublikował około 45 publikacji entomologicznych, w tym część z zakresu koleopterologii.
Był mężem Zofii z Wasungów, z którą miał m.in. córkę Marię Bujakową.
Został pochowany na Cmentarzu Łyczakowskim (prawa aleja główna, pole 21).